# Partit popular (antiga Roma)
El partit popular o populars (en llatí populares, en singular popularis, literalment els de la facció del poble) eren un grup constituït pels caps aristocràtics romans que durant la República Romana tardana buscaven utilitzar les assemblees romanes per acabar amb el domini que exercien els Nobiles i els optimates a través del senat en la vida política.
El terme populars es poc concret. No significa un 'partit' coordinat amb un caràcter ideològic coherent, ni una mena d'agrupació política, que pel que se'n sap, no existia a Roma, sinó que simplement al·ludeix a un senador que almenys en un moment donat està actuant com a home del poble. Una definició possible la dona Nicola Mackie quan diu que el popular "és una persona que [adopta] un cert mètode de treball polític, per utilitzar el poble, i no el senat, com a mitjà per a un fi; la finalitat és, molt probablement, un avantatge personal."
Els populares necessitaven un gran suport del poble per poder anular les decisions del senat, que acostumaven a ser favorables a les minories dels nobiles i els optimates. Dins dels plans dels populars hi havia el dotar d'una certa mobilitat dels ciutadans romans, traslladant a les colònies provincials, l'extensió de la ciutadania a comunitats externes a Roma i fins i tot a la península Itàlica, i la modificació del repartiment de gra i del valor de les monedes. Tot això es feia de cara al recolzament a les assemblees de les decisions dels membres dels populares per a aconseguir prestigi i aplicar la seva política. La causa popular assolí el seu apogeu durant la dictadura de Juli Cèsar, el cap popular de més prestigi, del que es deia que no era tant el que donava al poble allò que el feia important sinó allò que n'esperava rebre. Amb el nomenament del Segon Triumvirat (del 43 aC al 33 aC), la causa popular va desaparèixer. Des d'un punt de vista polític els populars propugnaven mesures que poguessin acontentar el poble, mentre que els optimats tenien postures conservadores, encara que aquests paral·lelismes s'hagin de prendre amb molta cautela en ser distincions modernes que no són totalment aplicables als polítics romans. A més de Cèsar, dins la facció dels populars s'hi van allistar els germans Gracs, Gai Mari, Publi Clodi Pulcre i, durant el Primer Triumvirat, Marc Licini Cras Dives i Gneu Pompeu (que prèviament havia estat alineat amb els optimats).